# Aechmea itapoana
Aechmea itapoana là một loài thực vật có hoa trong họ Bromeliaceae. Loài này được W.Till & Morowetz mô tả khoa học đầu tiên năm 1981.